# Фабіо Карчіола
Фабіо Карчіола (нім. Fabio Carciola; 25 серпня 1985, місто Кассель, Німеччина) — німецький хокеїст, нападник. Виступає за хокейний клуб «Равенсбург».

## Кар'єра
Вихованець клубу «Кассель Хаскіс». З 2000 виступає спочатку в складі молодіжної команди «Адлер Мангейм», а в сезоні 2002/03 дебютував і в основному складі. 
У сезоні 2006/07 став чемпіоном Німеччини в складі «орлів Мангейму». 
Виступав також за клуби Дюссельдорф ЕГ, «Кассель Хаскіс», «Москітос Ессен», ХК «Гайльброннер», «Ред Булл» (Мюнхен), «Аугсбург Пантерс».

## Збірні
У складі юніорської збірної Німеччини грав на чемпіонаті світу 2003 року. За молодіжну збірну відіграв на чемпіонатах світу 2004 та 2005.